# Беломорско-Кулойско плато
Беломоро-Кулойското плато (на руски: Беломорско-Кулойское плато) е ниско плато в северната част на Източноевропейската равнина, разположено в северната част на Архангелска област, Русия. Простира се между река Кулой на изток, река Северна Двина и десният ѝ приток Пинега на юг и брега на Бяло море на запад и север. Дължина от север на юг около 220 km, ширина – около 180 km. Площ около 25 хил.km2. Средна надморска височина около 100 m, максимална – 228 m (65°24′54″ с. ш. 42°23′07″ и. д. / 65.415° с. ш. 42.385278° и. д.), в централната му част. В геоложко отношение платото заема северната част на Рускта платформа, в граничната зона между Балтийския щит и Мезенската синеклиза. Западната му част, покрай брега на Бяло море е приповдитната до 210 m и носи името Зимни планини, а в центърa му има характерен отстъп, простиращ се от север на юг, т.нар. Беломорско-Кулойски отстъп. От платото водят началото си множество реки леви притоци на Кулой (Сояна, Лока, Ежуга, Полта, Кьолда, Сотка), десни притоци на Пинега и Северна Двина (Чуплега, Болшая Юра, Лодма) и реки, директно вливащи се в Бяло езеро (Чидвия, Кад, Куя, Золотица, Това, Чьорная, Койда, Нижа).
, 